# Alpendohle
Die Alpendohle (Pyrrhocorax graculus) ist eine Vogelart aus der Familie der Rabenvögel (Corvidae). Der 34 bis 38 cm große Vogel ist ein mittelgroßer Vertreter seiner Familie und zeichnet sich durch schwarzes Gefieder, rote Beine und einen gelben Schnabel aus. Im Feld ist die Art daneben auch durch ihren akrobatischen Segelflug und ihre pfeifenden Rufe zu erkennen. Ihr lückenhaftes Verbreitungsgebiet umfasst die Hochgebirge der südlichen Paläarktis, wo sie montane Höhenlagen mit freiliegenden Felsen bewohnt. Die Nahrung der Tiere besteht zum Großteil aus Beeren und Wirbellosen, bei Gelegenheit fressen sie aber auch kleine Wirbeltiere, Vogeleier oder menschliche Abfälle. Alpendohlen leben sehr gesellig, sie bewegen sich in Schwärmen und brüten gelegentlich in Kolonien. Ihr Nest errichten sie zwischen April und Juni in Felsnischen.
Die Alpendohle wurde 1766 von Carl von Linné als Corvus graculus erstbeschrieben und von Marmaduke Tunstall in die Gattung der Bergkrähen (Pyrrhocorax) gestellt. Zusammen mit ihrer Schwesterart, der Alpenkrähe (Pyrrhocorax pyrrhocorax), bildet sie eine frühe Entwicklungslinie der Rabenvögel, die nah mit südasiatischen Elstern verwandt ist. Die Art wird in zwei bis drei Unterarten geteilt, deren Abgrenzung allerdings nicht klar ist. Der weltweite Bestand der Alpendohle gilt mit einer geschätzten sechs- bis siebenstelligen Zahl von Tieren als stabil und nicht gefährdet.

## Merkmale

### Körperbau und Farbgebung

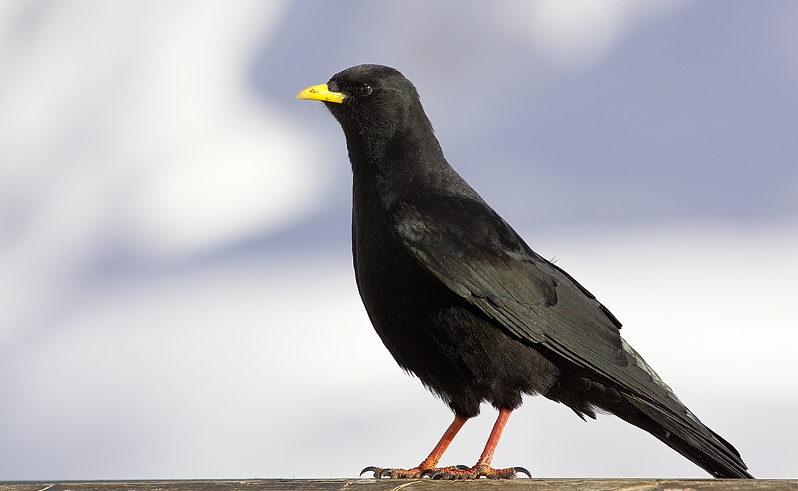
Alpendohle auf einer Sitzwarte. Die Art hat proportional kürzere Beine und einen kleineren Kopf als die nahe verwandte Alpenkrähe (P. pyrrhocorax); ihr Schwanz ist dagegen relativ lang.

Die Alpendohle liegt mit 34–38 cm Körperlänge, einer Spannweite von 75–85 cm und einem Gewicht von 160–277 g im Mittelfeld ausgewachsener Rabenvögel. Sie zeichnen sich durch einen gebogenen Schnabel aus, der im Vergleich mit der Alpenkrähe (P. pyrrhocorax) deutlich kürzer und schmäler ausfällt. Seine Basis ist mit einem kurzen, dichten Büschel aus Nasalborsten bedeckt. Die Beine und Zehen der Art sind kräftig und, wie für Bergkrähen typisch, geschient statt getäfelt. Sie sind proportional kürzer als die der Alpenkrähe. Zwischen Männchen und Weibchen besteht ein deutlicher Geschlechtsdimorphismus: Männchen werden im Mittel größer und schwerer als Weibchen, beide Geschlechter überlappen sich aber in ihren Maßen. Adulte Männchen wiegen 188–280 g und erreichen eine Flügellänge von 270–284 mm. Ihr Schwanz misst 161–179 mm, ihr Laufknochen 45–49 mm. Der männliche Schnabel misst von der Spitze bis zum Schädel zwischen 33 und 37 mm. Die Flügellänge ausgewachsener Weibchen liegt demgegenüber lediglich bei 251–267 mm, ihr Gewicht bei 160–265 g. Der Schwanz weiblicher Alpendohlen wird 157–165 mm lang, ihr Schnabel 32–36 mm. Der Lauf weiblicher Tiere misst 43–47 mm. Es wird angenommen, dass die durchschnittliche Größe von Alpendohlen von Westen nach Osten zunimmt. Allerdings zeichnen Messungen hier ein differenziertes Bild. So sind etwa chinesische Alpendohlen zwar im Schnitt größer als europäische, haben aber kürzere Läufe und Schnäbel.

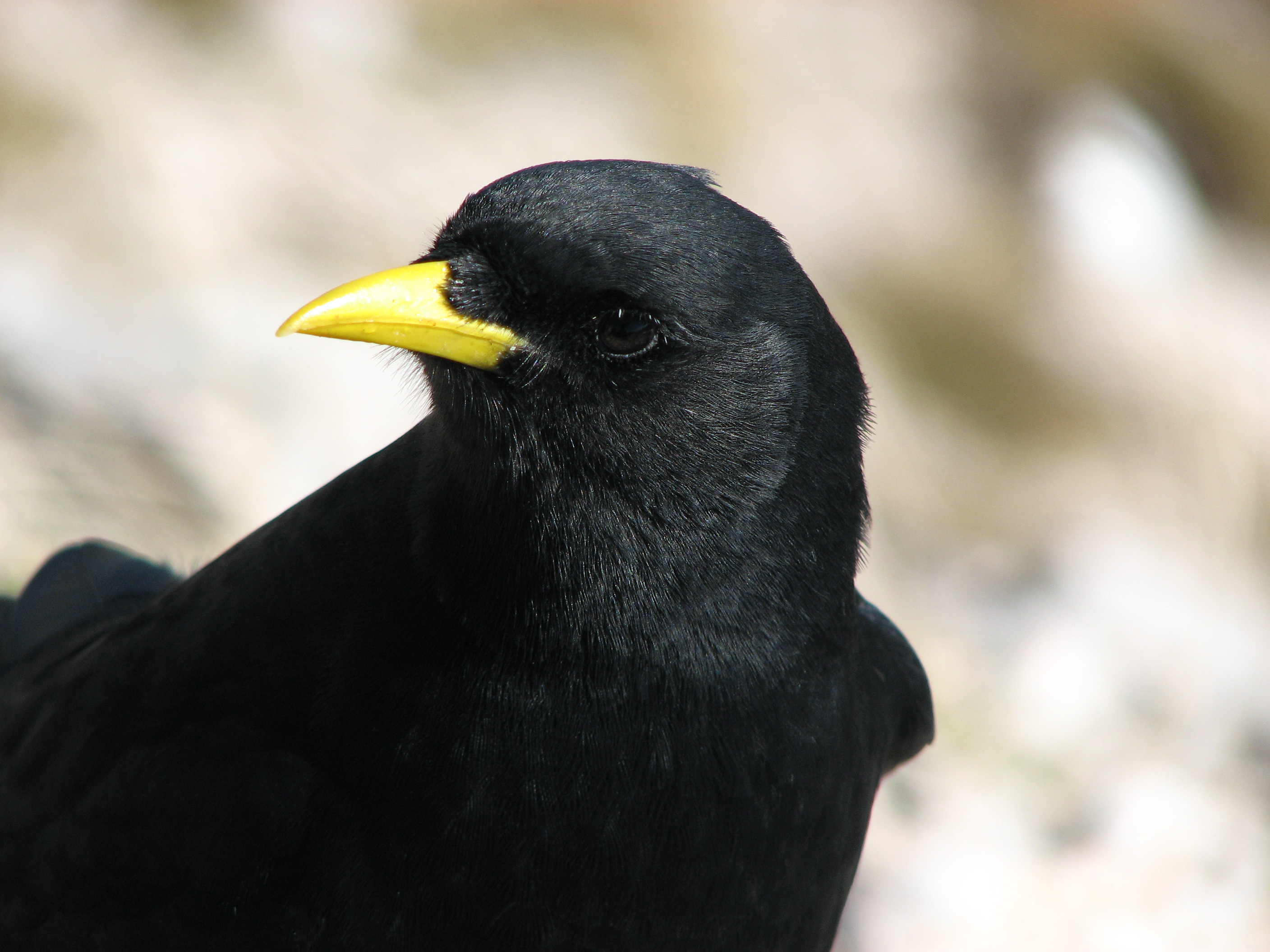
Kopfstudie einer Alpendohle. Die Vögel zeichnen sich durch einen relativ schlanken Schnabel und sehr kurze Nasalborsten aus.

Das Gefieder der Art ist einheitlich schwarz und zeigt anders als das der Alpenkrähe nur einen schwachen Glanz. Er zeigt sich vor allem auf dem Kopf als bläulicher Metallschimmer, den Konturfedern und den kleinen Armdecken. Der Rest des Federkleides ist eher matt schwarz. Je länger die Federn der Sonne ausgesetzt sind, desto blasser werden sie. Gegen Ende der Brutzeit, kurz vor der Mauser, scheinen oft die grauen Federbasen des Mantels an Brust, Bauch und Mantel durch. Die Vögel wirken dann eher dunkel schiefergrau. Die Farbe der Beine bewegt sich zwischen hell- und orangerot, gelegentlich sind sie auch tiefrot oder hellgelb gefärbt. Der Schnabel adulter Individuen ist äußerlich gelb und innen schwarz. Ihre Iris ist dunkelbraun oder dunkel graubraun. Männchen und Weibchen lassen sich in der Farbgebung nicht unterscheiden. Juvenile Alpendohlen zeichnen sich gegenüber Altvögeln vor allem durch ihren rosafarbenen Rachen, ihren eher hornfarbenen Schnabel und anfangs schwärzliche, leicht getäfelte Beine aus. Darüber hinaus ist ihr Gefieder matter, heller und lockerer als das ausgewachsener Individuen und ihre Iris zeigt ein helleres Braun.

### Flugbild und Fortbewegung

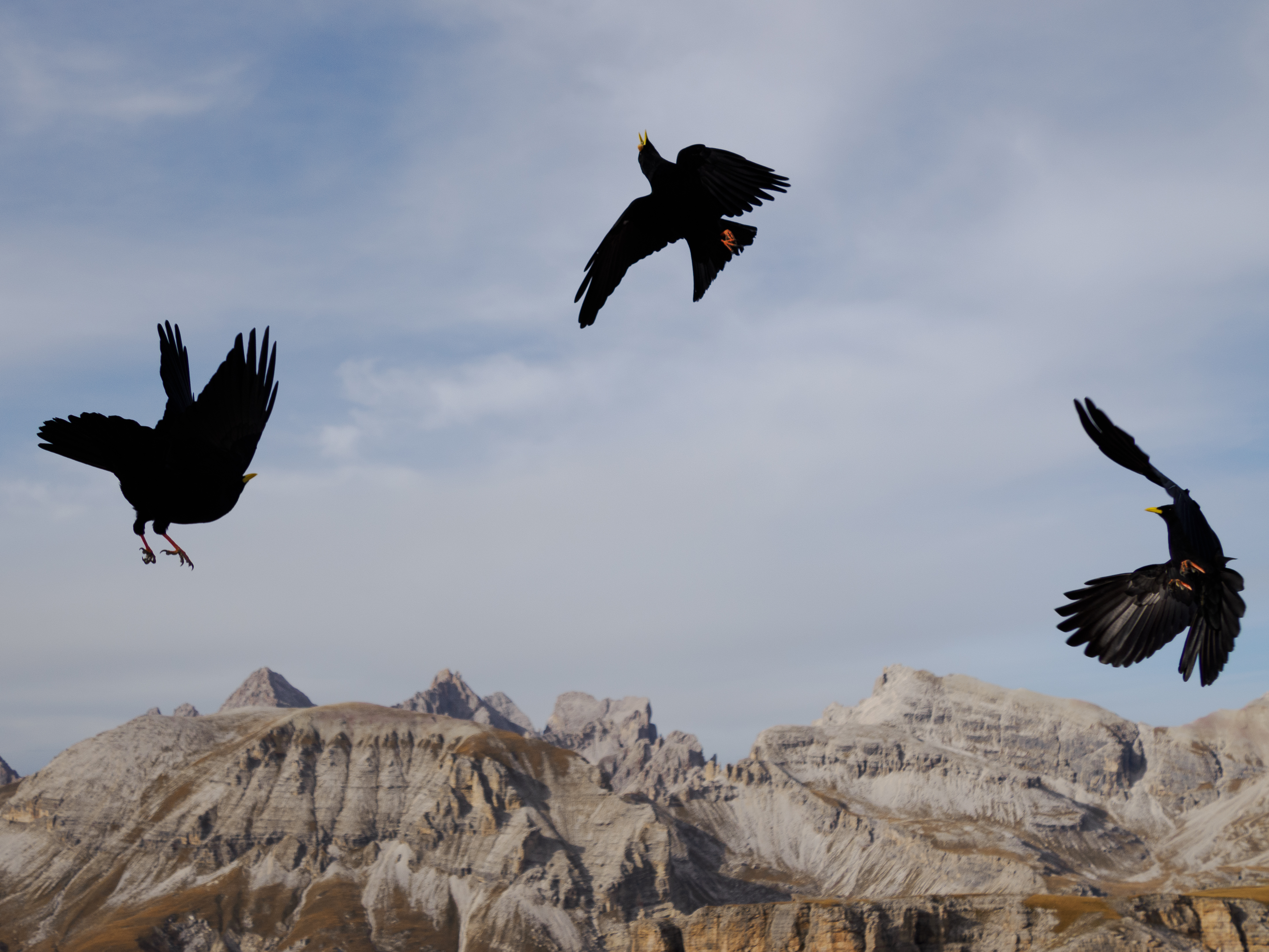
Alpendohlen im Flug auf der großen Cirsspitze, Dolomiten

Alpendohlen verbringen einen Großteil des Tages feldernd auf dem Erdboden oder segelnd in der Luft. Auf dem Boden bewegen sich die Vögel hüpfend, schreitend oder rennend fort. Im Geäst von Bäumen oder Sträuchern erreichen sie unter Flügelschlagen auch dünne äußere Äste. Gerne setzen sie sich auf hochgelegene Sitzwarten wie Hausdächer, Antennen oder Stromleitungen. Der Flug der Art zeichnet sich durch große Wendigkeit und geschickte Nutzung von Aufwinden aus. An warmen Tagen steigen die Vögel oft mühelos und unter wenigen Flügelschlägen in große Höhen auf. Im Flug folgen Einzeltiere und Schwärme häufig den Landschaftskonturen, etwa Hängen und Steilwänden, an denen sie in geringem Abstand entlang gleiten. Nicht selten lassen sie sich dabei beobachten, wie sie trudelnd in die Tiefe stürzen, um sich später wieder zu fangen. Im Streckenflug erreicht die Art Geschwindigkeiten von 70–80 km/h, im direkten Sturzflug rund 200 km/h. Ihre Schlafquartiere fliegen die Tiere abends bevorzugt im kreisenden Segelflug unter Ausnutzung der Thermik an. Nur bei starken Winden oder fehlender Thermik verfallen sie in aktiven Streckenflug. In der Luft unterscheidet sie sich von der Alpenkrähe durch ihren gerundeten Schwanz, ihre geschwungenen, schmäleren Flügel und die Spitzen der Flügel, die weniger stark gefingert sind.

### Lautäußerungen
Die Rufe der Alpendohle zeichnen sich durch ihren zirpenden, hellen Charakter aus. Sie klingen melodiöser und sanfter als die der Alpenkrähe oder anderer Rabenvogelarten und bestehen meist aus kurzen Silben. Raue, krächzende Laute kommen zwar auch vor, sind aber deutlich seltener als beim Rest der Familie. Studien an Volierenvögeln unterscheiden zwei grundsätzliche Stimmfühlungslaute: Einerseits griig, das als „Komm her!“ interpretiert wird, und andererseits Zijag, das von den Autoren als „Geh weg!“ übersetzt wird. Diese Botschaften können durch veränderte Lautstärke und Betonung verstärkt oder abgeschwächt werden oder etwa durch schnelle Wiederholung oder eine andere Tonhöhe eine gänzlich andere Bedeutung erhalten. Keine besondere Bedeutung kann dem „Subsong“ der Art zugewiesen werden. Er ist vor allem im Frühjahr zu hören und besteht vor allem aus Serien variierender griig-Silben. Das Vokabular der Alpendohle gilt als stark situationsspezifisch und als vielseitiger als das der Alpenkrähe.

## Verbreitung

Das rezente Verbreitungsgebiet der Alpendohle erstreckt sich lückig über die Hochgebirge der südlichen Paläarktis. Im Plio- und Pleistozän reichte es weit in die nördlich gelegenen Mammutsteppen und umfasste auch die Kanaren.

Das Verbreitungsgebiet der Alpendohle umfasst heute ein relativ schmales Band, das sich über die Gebirge der südlichen Paläarktis zieht. Seinen östlichsten Punkt hat es im Südwesten des Tibetischen Plateaus. Von dort aus reicht es nordwestwärts wahrscheinlich über das gesamte Hochland bis an die Takla Makan und die Lop Nor. Im Süden bildet die Gebirgskette des Himalaya die Grenze des Artareals. Weiter westlich erstreckt es sich über den Tian Shan und seine Ausläufer sowie über den Hindukusch. Ob diese Populationen mit denen im iranischen Zāgros und Elburs verbunden sind, ist unklar, wahrscheinlich besteht eine Verbreitungslücke zwischen dem Iranischen Hochland und dem Hindukusch. Vom Iran aus erstreckt sich das Verbreitungsgebiet der Alpendohle über den Kaukasus und die südlichen Gebirgsketten Kleinasiens. Weiter südlich existieren kleinere, versprengte Populationen im Libanon und am Hermon. Das europäische Areal der Art umfasst Kreta, den Westen der Rhodopen und des Balkangebirges sowie die Dinariden. Von dort aus erstreckt sich das Verbreitungsgebiet über die gesamten Alpen und den nördlichen und mittleren Apennin. Im westlichen Mittelmeer wird nur Korsika besiedelt. Auf der Iberischen Halbinsel umfassen die Vorkommen die Pyrenäen, das Kantabrische Gebirge und die Sierra de Guadarrama. In Marokko schließt sich ein Vorkommen im westlichen Atlas an.
Während des Plio- und Pleistozäns gehörte die Alpendohle zusammen mit der damals selteneren Alpenkrähe zu den Leitarten der Mammutsteppe. Da sie dort einen ähnlichen Lebensraum wie im Hochgebirge vorfand, konnte sie weit nach Norden und Süden vordringen. Wahrscheinlich waren beide Arten ursprünglich auf das Tibetische Hochland und den Himalaya beschränkt, bevor sie sich im Pliozän zunächst über die alpidischen Gebirge ausbreiteten und infolge des Klimawandels im Pleistozän auch das Tiefland und die Inseln des Mittelmeers besiedelten. Nach dem Ende der Kaltzeiten schrumpfte das Artareal wieder auf die paläarktischen Hochgebirge zusammen. Die Alpendohle ist ein Standvogel und bleibt ausgewachsen das ganze Jahr über am Niststandort. Lediglich Jungvögel und immature Tiere verstreichen im Herbst zwischen einzelnen Brutvorkommen.

## Lebensraum

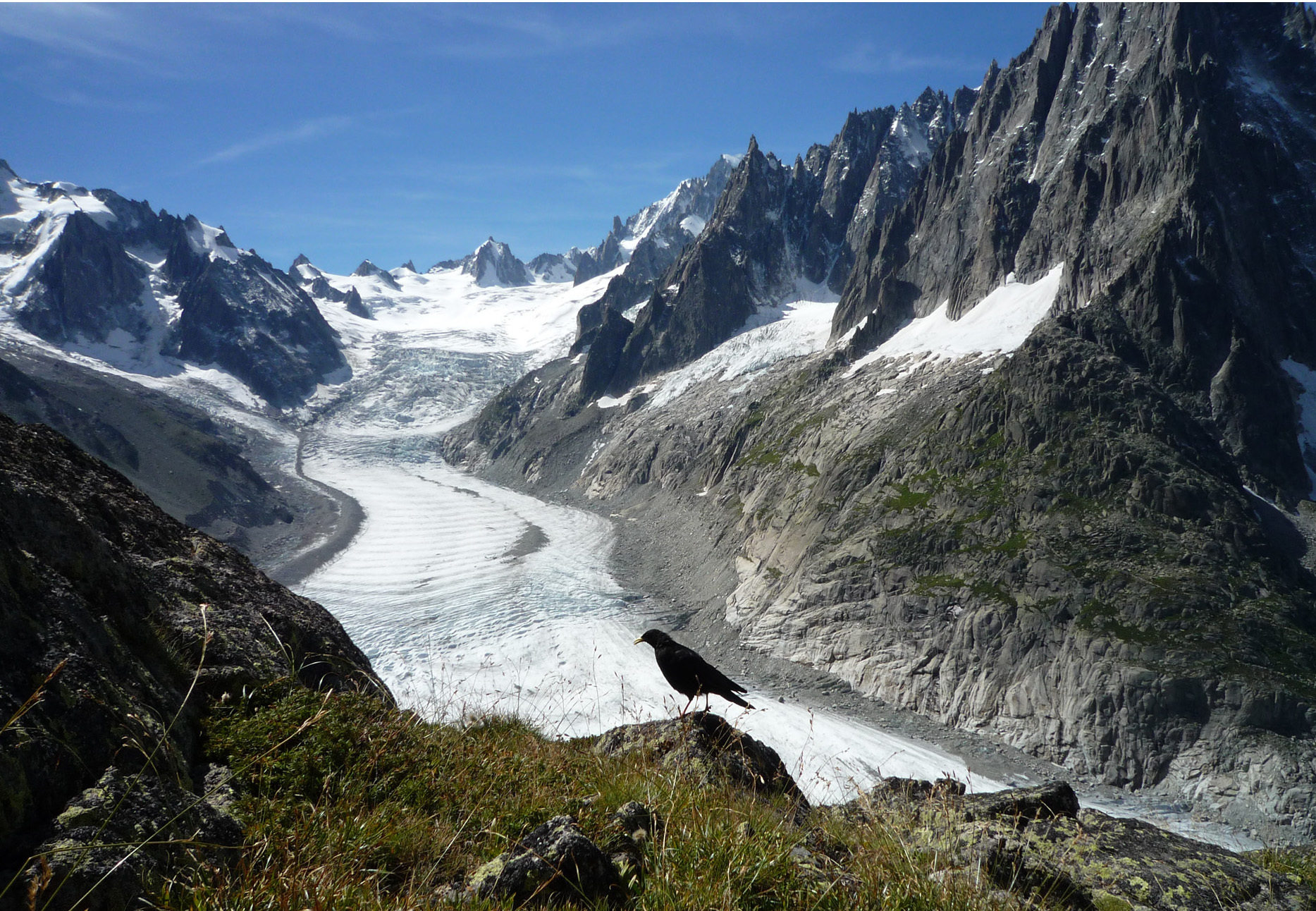
Alpendohle über dem Tacul-Gletscher in der Mont-Blanc-Gruppe. Die Art ist auf offene Flächen als Nahrungshabitat und Felswände als Brutplatz angewiesen, allerdings müssen beide nicht in nächster Nähe zueinander liegen.

Das bevorzugte Habitat der Alpendohle bilden weitläufige, freie Flächen in montaner und alpiner Umgebung. Als Nahrungshabitat nutzt sie Bergwiesen, gemähte Weiden oder Geröllfelder, die sie oft mit der Alpenkrähe teilt. Das Angebot an unzugänglichen Felsnischen, die als Bruthabitat fungieren, bindet die Alpendohle nur bedingt. Oft legen die Vögel jeden Tag mehrere Kilometer von den Schlaf- und Brutplätzen zu den Nahrungsgründen zurück und überwinden dabei auch Hindernisse wie Bergkämme oder Wälder. Auch beweidete Karstgebiete (etwa auf der westlichen Balkanhalbinsel) werden von den Vögeln besiedelt. In Teilen ihres Verbreitungsgebiets, vor allem in den Alpen, ist die Art auch in urbanen Habitaten zu finden, wohin sie vor allem reichhaltige Futterquellen ziehen. Schneebedeckte Flächen werden weitgehend gemieden und im Winter aufgegeben. Wäldern oder größeren Baumbeständen bleibt die Art in der Regel fern.
Grundsätzlich ist die Alpendohle oberhalb der Waldgrenze anzutreffen, kommt aber vereinzelt und vor allem im Winter auch in tieferen Lagen vor. Wenige Vogelarten brüten in ähnlich großen Höhen: Die Brutgebiete reichen in den Schweizer Alpen bis auf 3800 m, im Atlas bis auf 3900 m. In Kaschmir bewegen sich die Vorkommen im Sommer zwischen 3500 und 5000 m. Eine Ausnahme stellt in dieser Hinsicht der Balkan dar, wo die Vögel vielerorts zwischen 500 und 1400 m brüten. Auf Nahrungssuche sind Alpendohlen am Mount Everest auch schon auf über 8200 m beobachtet worden. Ebenfalls von Everest-Expeditionen stammen Berichte von Sichtungen in Flughöhen über 9500 m.

## Lebensweise

### Nahrung

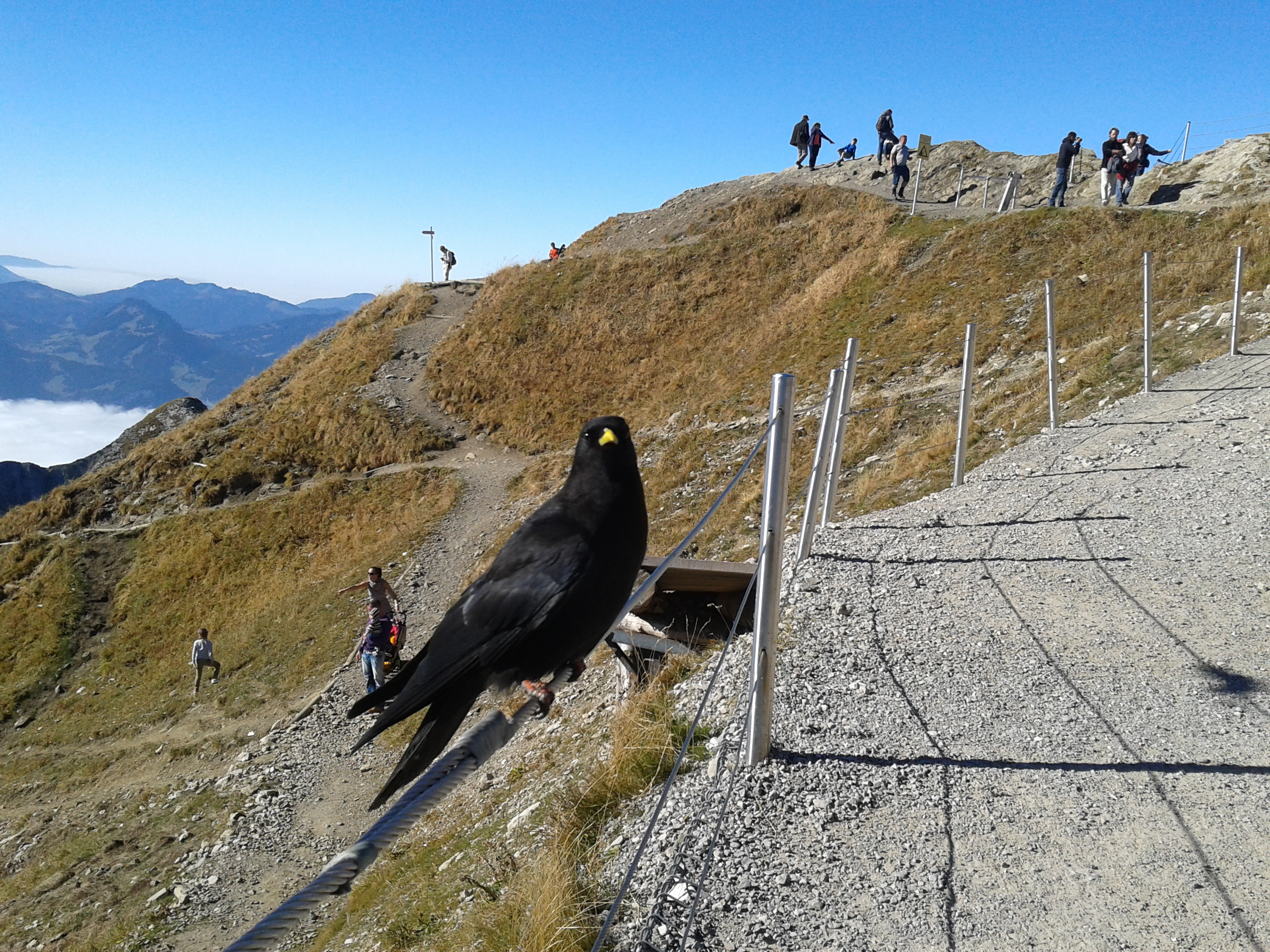
Anders als die Alpenkrähe frisst die Alpendohle mit Vorliebe menschliche Nahrung und sucht die Nähe von Siedlungen und touristischen Einrichtungen wie etwa Wandersteigen

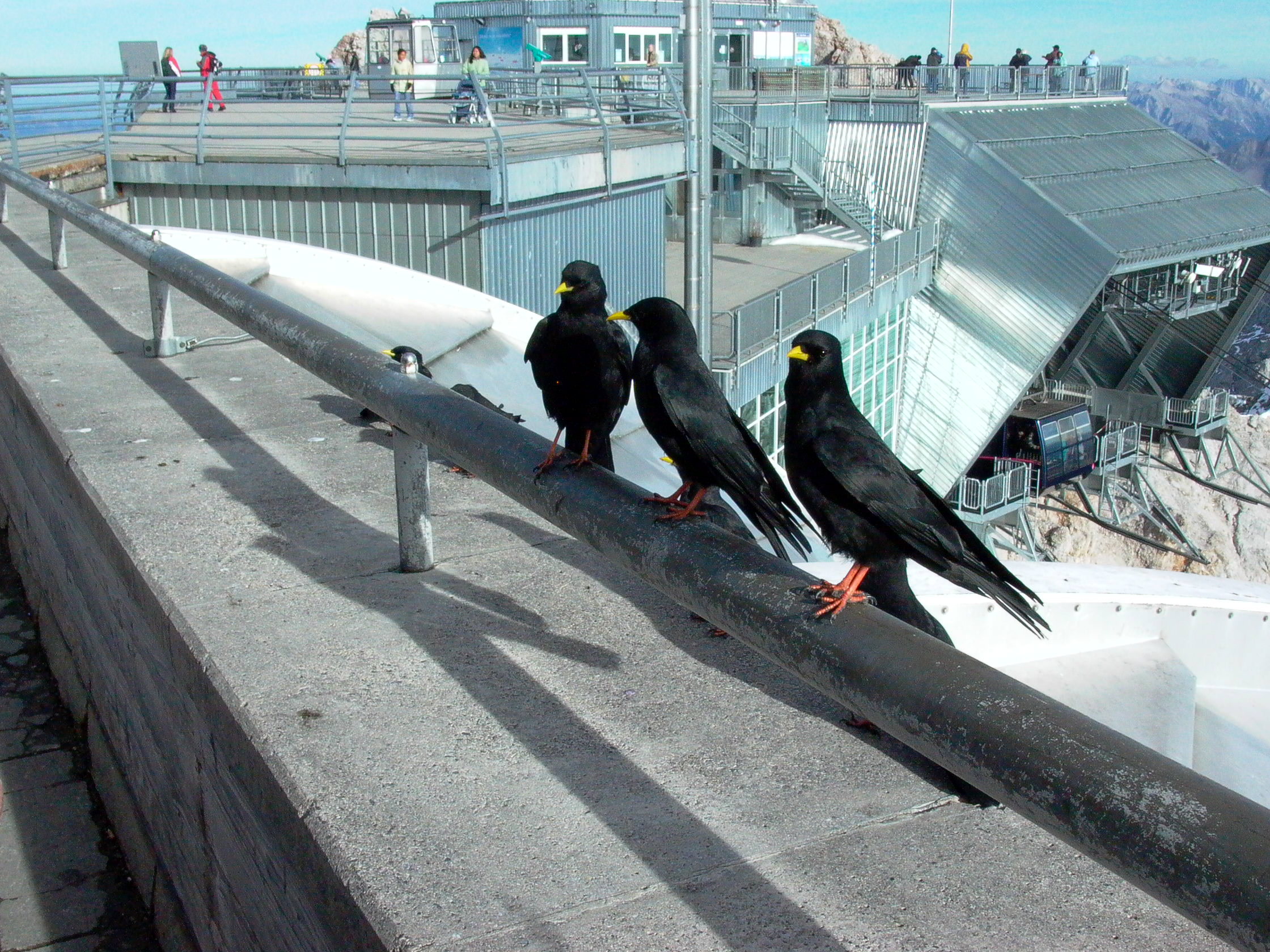
Alpendohlen auf der Zugspitze

Die Alpendohle ist ein Allesfresser. Wie die Alpenkrähe frisst sie vor allem Wirbellose und Früchte, zeigt jedoch einen größeren Opportunismus bei der Ernährung und nimmt auch bereitwillig andere Arten von Nahrung auf. Im Frühjahr und Sommer dominieren Gliederfüßer und ihre Larven, Schnecken sowie Regenwürmer das Nahrungsspektrum der Art, gegen Herbst gewinnen Steinfrüchte, Beeren und Kernobst an Bedeutung, vorausgesetzt sie existieren in ausreichender Menge. Auch dann zahlreich auftretende Heuschrecken machen einen Großteil der Nahrung aus. Im Winter bilden meist Beeren und Koniferensamen die Nahrungsbasis der Alpendohle. Wo sie an menschliche Abfälle gelangt, werden diese im Winter zur wichtigsten Nahrungsquelle. Daneben frisst die Alpendohle das ganze Jahr über auch Vogeleier, Aas oder kleine Wirbeltiere, vorausgesetzt, sie kann ihrer habhaft werden. Sie frisst regelmäßig Grit und nimmt im Winter häufig Schnee zu sich.
Einen Großteil ihrer Nahrung nimmt die Alpendohle auf offenen Flächen mit kurzer oder spärlicher Vegetation auf. Sie meidet nach Möglichkeit Wälder und halboffene Vegetationsformen genauso wie hohes Gras und Schnee. Bevorzugte Nahrungshabitate sind frisch gemähte Wiesen, Bergweiden und vergleichbare Flächen. Dort sucht die Alpendohle in feldernden Gruppen nach Nahrung. Die Verbände bewegen sich für gewöhnlich geschlossen in eine Richtung und durchkämmen nur einen kleinen Bereich der zur Verfügung stehenden Fläche. Nahrung lesen die Vögel eher oberflächlich von Halmen und vom Erdboden auf. Sie stochern seltener in den oberen Erdschichten als etwa Alpenkrähen, weshalb sie sich bei der gemeinsamen Habitatnutzung auch selten in die Quere kommen. Alpendohlen suchen gezielt unter Steinen, getrockneten Dungfladen oder in Holzstücken nach Nahrung und werfen sie zu diesem Zweck mit dem Schnabel um. Neben offenen Flächen wird auch das äußere Geäst von Büschen und Obstbäumen von Alpendohlenschwärmen aufgesucht, wo die Vögel intensiv Früchte ernten, um kurz darauf wieder abzufliegen. Auch im Flug erbeuten sie einen beträchtlichen Teil ihrer Nahrung. Dabei fliegen die Tiere in niedriger Höhe gegen den Wind, um Heuschrecken und andere Insekten aus der Luft zu fangen. Vor allem im Winter ist die Art häufig in Bergdörfern, an Skistationen und in Gebirgsstationen anzutreffen, wohin sie das Angebot an menschlichen Nahrungsresten zieht. Vor allem solche Nahrung versteckt die Alpendohle regelmäßig, um sie später wieder hervorzuholen und zu fressen. Meist werden die Nahrungsstücke in Felsspalten, zwischen Schotter oder unter Dachziegeln deponiert und oft mit Steinen, Flechten oder Holzstücken bedeckt.

### Sozial- und Territorialverhalten

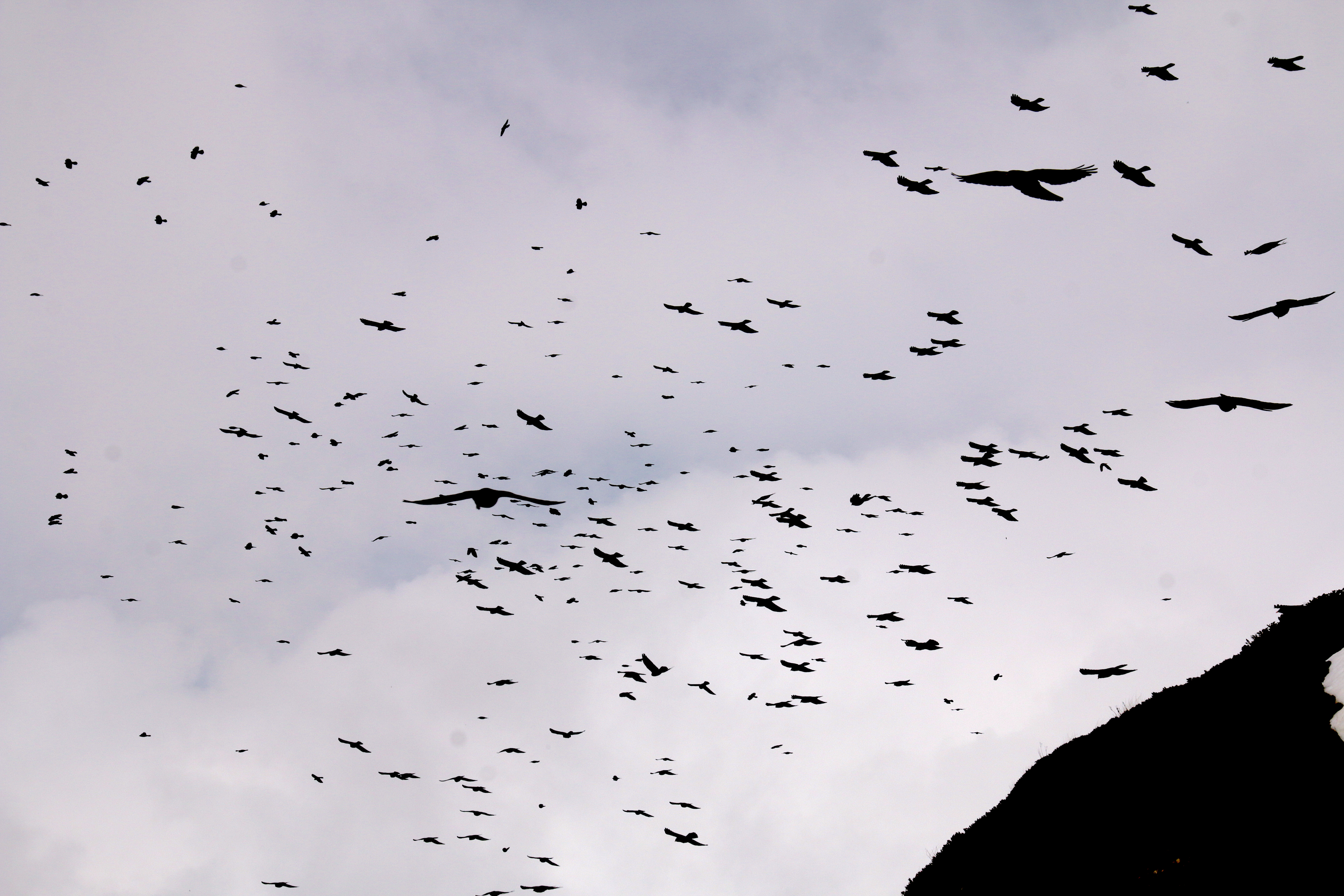
Ein Schwarm Alpendohlen auf dem Simplonpass

Alpendohlen sind gesellige Vögel, die meist das ganze Jahr über in größeren Gruppen leben. Nur gelegentlich bewegen sie sich auch in Paaren oder kleinen Familienverbänden. Innerhalb der Schwärme finden sich sowohl Brutpartner, die sich anhand ihrer geringen Individualdistanz erkennen lassen, aber auch unverpaarte Jungvögel. Die Größe von Alpendohlenschwärmen schwankt über das Jahr. Im Frühjahr ist sie durch die Abwesenheit von Brutpaaren am geringsten, während sie ihr Maximum im Spätherbst und Winter erreicht, wenn die ausgeflogenen Jungvögel hinzustoßen. Die größten dieser Schwärme umfassen in den Alpen bis zu 1000 Tiere. Größere Gruppen finden sich vor allem bei der Nahrungssuche zusammen und können dann aus Individuen verschiedener Schlafplätze stammen.
Innerhalb des Schwarms wird vor allem über Stimmfühlungslaute, Körperhaltung und Flügelwinken kommuniziert und für Kohärenz gesorgt, wenngleich der Zusammenhalt vor allem beim Feldern eher locker ist. Paare kommunizieren darüber hinaus auch über gegenseitiges Kraulen. Bei der Futtersuche dominieren einzelne Individuen über andere. Für die Dominanz spielen mehrere Faktoren, darunter Körpergröße, Alter, Verpaarung oder auch ein männliches Geschlecht eine Rolle. Den Vorrang eines Tieres gegenüber einem anderen handeln Alpendohlen von Zeit zu Zeit in Kämpfen aus. Diese können von Schnabel- und Flügeldrohen bis zu gewalttätigen Auseinandersetzungen reichen. Oft werden die Kontrahenten von anderen Schwarmmitgliedern umstanden, die laut rufen oder die Kämpfenden zum Schein angreifen. Im fliegenden Schwarm besteht keine offensichtliche Rangordnung, am Brutplatz dominieren Weibchen für gewöhnlich über Männchen.

### Fortpflanzung und Brut

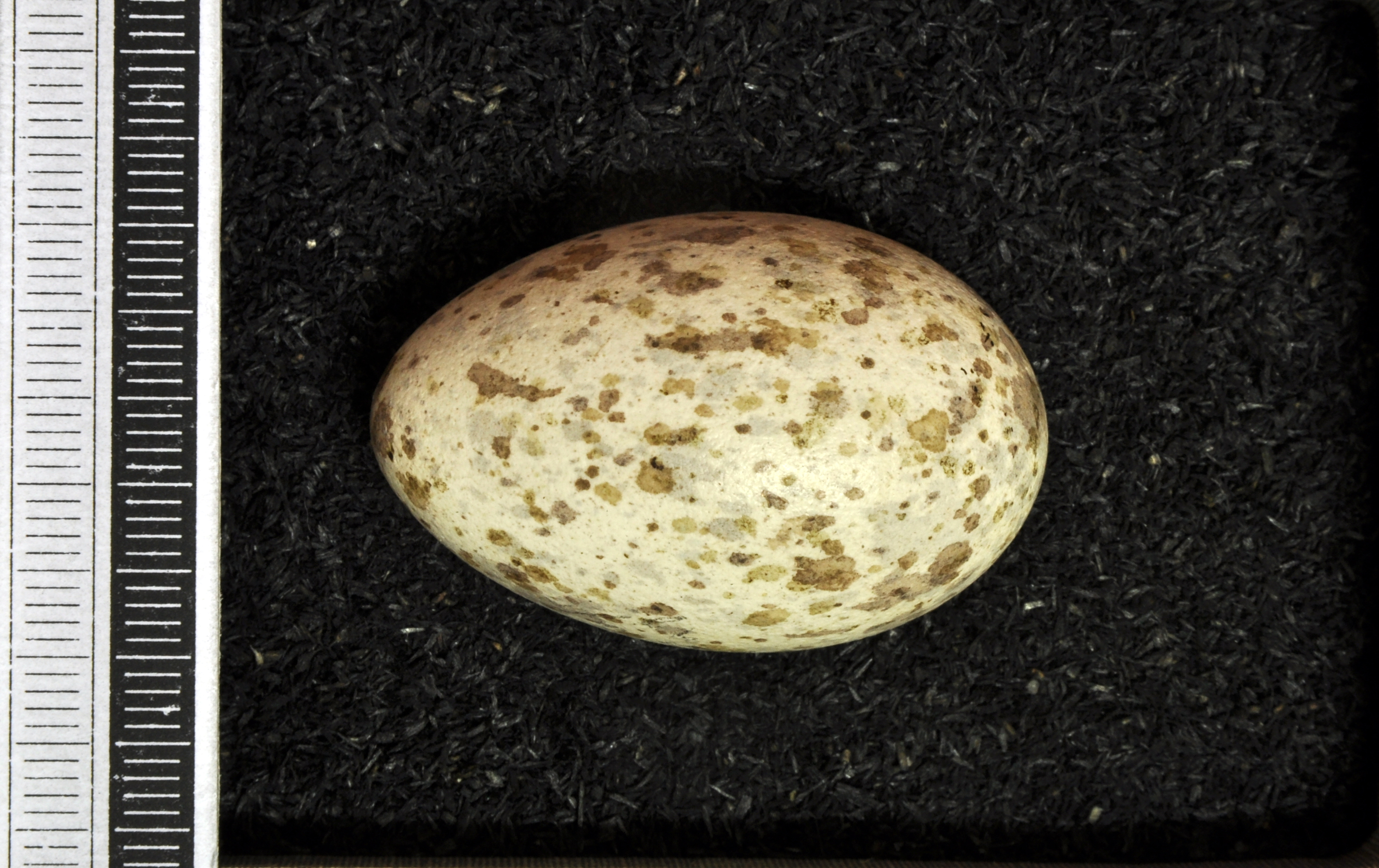
Ei einer Alpendohle, Sammlung Museum Wiesbaden

Die Alpendohle balzt das ganze Jahr über, vor allem aber in den Wintermonaten. Die Balz findet in Gruppen statt und hat den Schwarm zum Schauplatz. Sie wird von einem einzelnen Vogel eingeleitet, auf den ein zweiter antwortet, woraufhin nach und nach weitere Alpendohlen in Balzverhalten verfallen. Dabei lassen sie die Flügel hängen, spreizen den Schwanz zum Boden hinab und recken den Kopf steil aufwärts. Die bis zu 20 Individuen großen Balzgruppen schreiten schließlich steifbeinig in geschlossener Formation. In der Regel bewegt sich die Gruppe hangaufwärts auf einen exponierten Punkt. Die Balz zeichnet sich durch zahlreiche Imponiergesten aus, schlägt aber nie in Gewalt um. Weibchen werden von Männchen durch Futtergeschenke umworben und in festen Paaren sowohl gefüttert als auch bewacht. Die Paare sind monogam und halten meist bis zum Tod eines Partners.
Alpendohlen können in Gefangenschaft schon früh geschlechtsreif werden, meist findet die erste Brut aber erst im dritten Lebensjahr statt. Die Brutzeit beginnt je nach Region im April und reicht in einigen Teilen des Verbreitungsgebiets bis in den Juli. Sie sind keine typischen Felsenbrüter, bevorzugen aber unzugängliche Nischen als Brutplatz, die zudem einen gewissen Schutz vor Wind und Wetter bieten. Neben Felsspalten und -nischen kommen dafür auch menschliche Bauten in Frage. Am Brutplatz errichten die Vögel ein ausladendes Nestkonstrukt aus Stöcken, Halmen und Wurzeln mit einer mittigen Kuhle. Sie wird mit feinen Grashalmen, Federn, Haaren und kleinen Zweigen ausgekleidet. Das Gelege umfasst in der Regel drei bis fünf Eier, die das Weibchen in eintägigem Abstand legt. Die Jungen schlüpfen nach 17–21 Tagen und verharren danach rund 30–40 Tage im Nest, bevor sie ausfliegen. Der Bruterfolg ist relativ gering; pro Brut fliegen meist nur ein bis zwei Junge aus.

## Systematik und Taxonomie
Die Alpendohle wurde 1766 von Carl von Linné in der 12. Auflage der Systema naturae als Corvus graculus erstbeschrieben. Das Artepitheton graculus ist ein alter lateinischer Name für die Dohle, die in Europa bis zur frühen Neuzeit nicht trennscharf von der Alpendohle unterschieden wurde. Marmaduke Tunstall stellte sie 1771 zusammen mit der Alpenkrähe in die neu geschaffene Gattung Pyrrhocorax. Beide Arten sind nahe genug miteinander verwandt, um fruchtbare Hybride zu zeugen. Diese Mischlinge besitzen das Lautinventar beider Arten und sind morphologisch Zwischenformen.
Die Alpendohle wird klassischerweise in zwei bis drei rezente und eine ausgestorbene Unterart eingeteilt: P. g. graculus für die westliche, P. g. digitatus für die mittlere und P. g. forsythi für die östliche Paläarktis. Da sich aber von keinem Autor bislang eindeutige Unterschiede herausarbeiten ließen, wurde diese Unterscheidung von vielen Autoren angezweifelt oder modifiziert. Für gewöhnlich wurde die Unterart digitatus als näher an forsythi gesehen und mit ihr unter dem älteren Namen digitatus vereinigt, wobei eine Flügellänge von mehr 280 mm als diagnostisch für diese Unterart galt. Genauso könnten nahöstliche Vögel aber auch näher mit graculus verwandt sein, womit die restlichen östlichen Populationen unter forsythi versammelt werden müssten. Morphometrische Untersuchungen der Unterarten graculus und digitatus ergaben, dass die Variation innerhalb dieser Unterarten größer ist als zwischen ihnen. Dieses Ergebnis wirft Zweifel an der gängigen Trennung der Populationen auf. Kombinierte morphometrische und akustische Messungen wiesen Vögel aus Ostasien in der Clusteranalyse als basal aus. Sie stehen als Schwesterzweig nordafrikanisch-iberischen Populationen sowie mitteleuropäischen Alpendohlen gegenüber. Die im Mittel kleineren Alpendohlen des europäischen Pleistozäns werden in eine eigene Chronosubspezies P. g. vetus gestellt.
| Unterart        | Autor                      | Maße | Verbreitung                                                   | Anmerkung |
| --------------- | -------------------------- | --- | ------------------------------------------------------------- | --- |
| P. g. digitatus | Hemprich & Ehrenberg, 1833 | Flügel: ♀ 266–273 mm, ♂ 283–288 mm; Schwanz: ♀ 165–178 mm, ♂ 174–193 mm; Schnabel: ♀ 39–41 mm, ♂ 41–43 mm; Tarsus: ♀ 39–41 mm, ♂ 49–51 mm                                    | Anatolien und Naher Osten bis Kaukasus und südwestlicher Iran | Falls die Vögel aus der Typlokalität des Libanon näher mit P. g. graculus verwandt sein sollten, müssten die restlichen Populationen P. g. forsythi zugeschlagen werden.                                                                                   |
| P. g. forsythi  | Stoliczka, 1874            | Flügel: ♀ 262–273 mm, ♂ 274–296 mm; Schwanz: ♀ 165–178 mm, ♂ 174–193 mm; Schnabel: ♀ 32–36 mm, ♂ 34–38 mm; Tarsus: ♀ 41–46 mm, ♂ 42–48 mm; Gewicht: ♀ 203–213 g, ♂ 223–244 g | Afghanistan bis Ostasien                                      | Benannt nach Thomas Douglas Forsyth. Falls sich die Unterschiede zwischen ost- und westasiatischen Vögeln als deutlich kleiner erweisen sollten als zwischen westasiatischen und europäischen, müsste diese Unterart unter P. g. digitatus gefasst werden. |
| P. g. graculus  | (Linnaeus, 1766)           | Flügel: ♀ 251–267 mm, ♂ 270–284 mm; Schwanz: ♀ 157–165 mm, ♂ 161–179 mm; Schnabel: ♀ 32–36 mm, ♂ 33–37 mm; Tarsus: ♀ 43–47 mm, ♂ 45–49 mm; Gewicht: ♀ 180–265 g, ♂ 195–265 g | Nordafrika und Europa                                         | Nominatform |
| P. g. vetus †   | Kretzoi, 1962              | Tarsus: ♀♂ 41–48 mm | Europa des Plio- und Pleistozäns                              | Chronosubspezies; „vetus“ lateinisch für „alt“, „betagt“ |

## Status

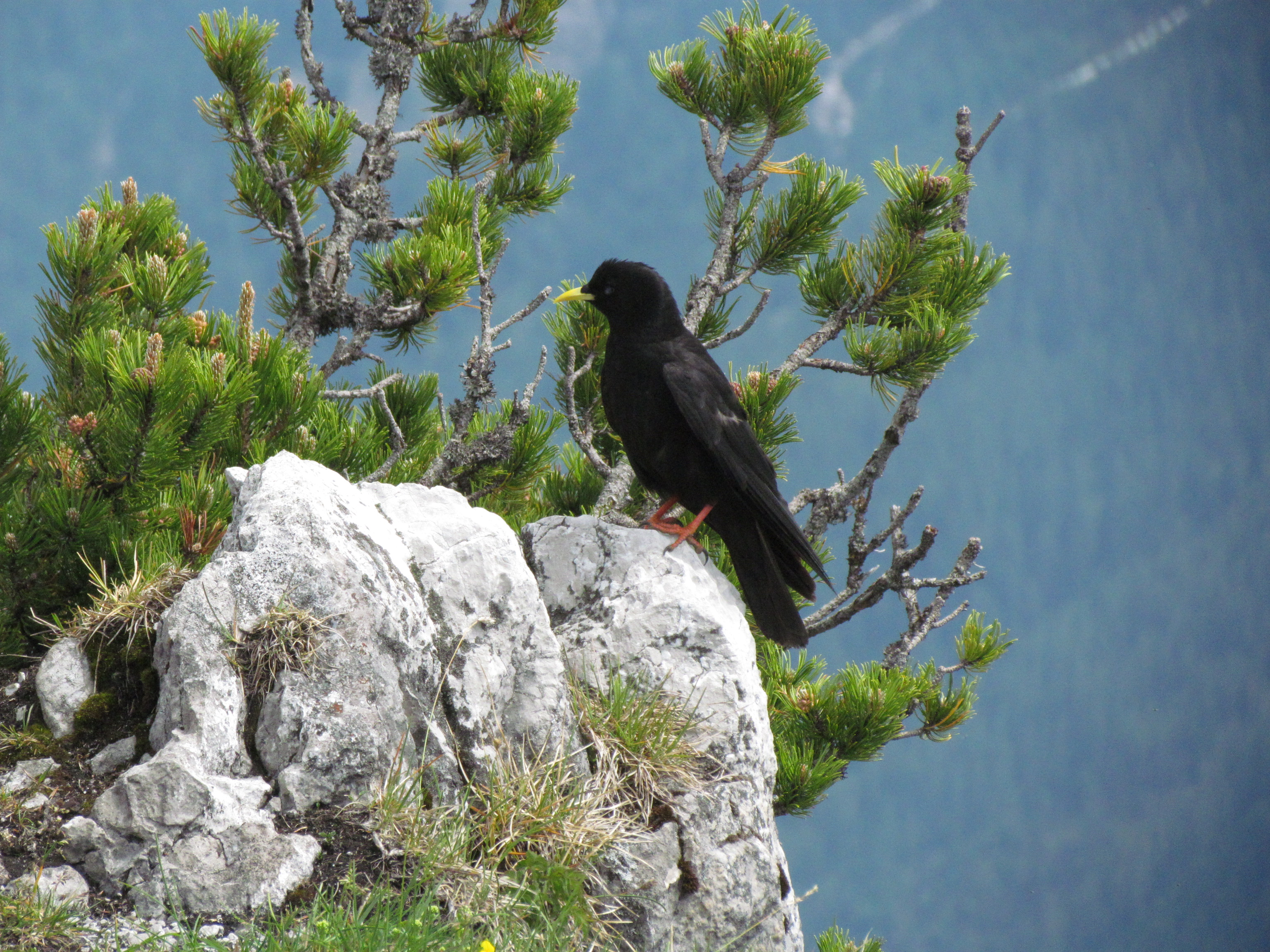
Alpendohle (Pyrrhocorax graculus) auf einem Berg in Österreich.

Für den weltweiten Bestand der Alpendohle liegen keine Schätzungen oder Hochrechnungen vor. Die Bestandserfassung ist schwierig, weil die Vorkommen jahreszeitlich stark schwanken und dem wechselnden Nahrungsangebot folgen. Lediglich für einzelne europäische Länder sind die Bestände genauer erfasst. Rund die Hälfte der europäischen Population von 48.000 bis 96.000 Brutpaaren entfällt auf die Alpen. Weitere 10.000 Brutpaare leben in Spanien. Der Rest der europäischen Brutpaare konzentriert sich auf den Balkan. Die Vorkommen im Nahen Osten sind kaum erfasst, lediglich der südtürkische Brutbestand von rund 10.000 Paaren ist ähnlich gut erforscht wie der europäische. Die Vorkommen im Kaukasus und den ostpaläarktischen Hochgebirgen gelten als relativ dünn und auf große Höhen beschränkt, werden aber als stabil angesehen. In den letzten zwei Jahrhunderten verschwand die Art nur lokal an einigen Brutplätzen, an denen sie auch zuvor schon selten war, besiedelte sie aber auch teilweise neu, so wie im Libanon. In Europa haben weder Verfolgung noch größere Veränderungen in ihrem Lebensraum nachhaltig zu ihrem Rückgang geführt. Da die Vögel mit dem Strukturwandel in den Alpen weit besser zurechtkommen als etwa die Alpenkrähe, stehen sie in keinem europäischen Land unter Schutz. BirdLife International führt die Art als weltweit ungefährdet (least concern).